# Amore mio, uccidimi!
Amore mio, uccidimi! è un film del 1973 diretto da Franco Prosperi, pseudonimo di Francesco Prosperi.

## Trama
Una moglie lascia il marito per scappare con l'amante. Il marito cerca di impedire la fuga.

## Produzione
L'operatore di ripresa è stato Giuseppe Lanci.

## Accoglienza

### Critica
(Piero Virgintino, La Gazzetta del Mezzogiorno, 5 luglio 1974)